# Krahule
Krahule (allemand : Blaufuß, hongrois : Kékellő) est un village de Slovaquie situé dans la région de Banská Bystrica.

## Histoire
La première mention écrite du village date de 1331.

## Démographie

### Évolution de la population
| Année:               | 1994. | 2004.   | 2014.    | 2024.    |
| -------------------- | ----- | ------- | -------- | -------- |
| Nombre de personnes: | 150   | 155     | 192      | 253      |
| Différence:          |       | +3,33 % | +23,87 % | +31,77 % |

| Année:               | 2023. | 2024.   |
| -------------------- | ----- | ------- |
| Nombre de personnes: | 259   | 253     |
| Différence:          |       | -2,31 % |